# Embryon surnuméraire
Un embryon surnuméraire est un embryon conçu lors d'une fécondation in vitro (ou FIV) dans le cadre d'une procréation médicalement assistée. Ces embryons peuvent être congelés sur demande écrite des parents, afin d'être implantés plus tard dans l'utérus de la mère. La technique de cryoconservation, qui consiste à congeler les embryons à très basse température pour arrêter leur développement tout en préservant leur viabilité à long terme, permet de les conserver dans des conditions optimales en vue d'une future implantation.
S'ils ne font plus l'objet d'un projet parental et si les parents y consentent, les embryons surnuméraires peuvent être donnés à des personnes stériles, ou faire l'objet de recherche sur les cellules souches sous certaines conditions, selon la loi française de bioéthique de 2011.
L'existence d'embryons surnuméraires s'explique parce que la technique de fécondation a un caractère aléatoire : on fait donc plusieurs essais de fécondation simultanément. Parmi les fécondations réussies, deux à trois embryons sont généralement choisis pour se développer et donner un enfant. Les autres embryons peuvent être conservés pour que les parents aient plus tard un nouvel enfant. C'est lorsqu'ils renoncent à ce projet que les embryons restants deviennent des « embryons surnuméraires ».
En France, plus de 220 000 embryons sont congelés et stockés au 31 décembre 2015, grâce aux techniques de cryoconservation qui assurent leur conservation et leur potentiel d'utilisation future.

## Facteurs des embryons surnuméraires
La probabilité de produire des embryons surnuméraires lors d'un cycle de FIV frais dépend principalement de plusieurs éléments clés. L'âge joue un rôle déterminant, les patientes plus jeunes ayant généralement une probabilité accrue de générer un nombre excédentaire d'embryons. Les niveaux d'Hormone Anti-Müllérienne (AMH), indicateur de la réserve ovarienne, sont également significatifs : des niveaux élevés sont associés à une meilleure production d'ovocytes, augmentant ainsi la probabilité de cryoconservation d'embryons.
De plus, le nombre d'ovocytes récupérés durant le cycle de stimulation ovarienne est essentiel : un plus grand nombre d'ovocytes se traduit souvent par une quantité accrue d'embryons disponibles pour la cryoconservation. L'historique des cycles de FIV, qu'ils soient frais ou congelés, influe également sur les résultats, les patientes ayant déjà suivi plusieurs cycles ayant des chances ajustées en fonction de leurs performances antérieures. L'ensemble de ces éléments interagit pour prédire l'issue de la FIV et la possibilité d'obtenir des embryons supplémentaires pour des tentatives futures.